# Allex
Allex este o comună în departamentul Drôme din sud-estul Franței. În 2009 avea o populație de 2.497 de locuitori.

## Evoluția populației
| An        | 1975  | 1982  | 1990  | 1999  | 2006  | 2009  |
| --------- | ----- | ----- | ----- | ----- | ----- | ----- |
| Populație | 1.179 | 1.487 | 1.704 | 2.009 | 2.369 | 2.497 |